# 373
Năm 373 là một năm trong lịch Julius.